# Bataille de Bolchu
La bataille de Bolchu est un conflit entre le Second Khaganat Turc et les Turgesh, qui a lieu en   711. Elle s'achève par une victoire provisoire du Khaganat

## Situation avant les combats
Au VIIe siècle, à la suite d'une crise de succession ayant dégénéré en guerre civile, le premier Khaganat turc se divise en deux États rivaux : le Khaganat turc oriental et le Khaganat turc occidental. Ces deux États sont tour à tour vaincus et annexés par la dynastie Tang. Mais cette annexion ne dure qu'un temps et les différents territoires de l'ex-Khaganat retrouvent rapidement leur indépendance.
En 682, Ashina Qutlugh fonde un nouveau Khaganat, dont il devient le premier Khagan, sous le nom d'Ilterish Qaghan.  À partir de 687, il quitte les monts Yin et entreprend de conquérir les terres de l'ancien Khaganat.  Il meurt en 691 et est remplacé par son jeune frère, qui prend le titre de Qapaghan Qaghan. Les conquêtes continuent sous le règne du nouveau Khagan qui, au début des années 710, contrôle le territoire correspondant à l'ancien Khaganat oriental.
Concernant la partie occidentale, les Tang en perdent le contrôle au profit des Türgesh ; ou plus précisément les Onoq, soit les dix clans dominés par les Türgesh. Selon les anciennes traditions turques, la partie orientale est considérée comme étant le cœur du khaganat et les terres occidentales sont considérées comme étant vassales des orientales. Les dirigeants Türgesh, bien au fait de cette tradition, craignent les ambitions des dirigeants du Second Khaganat Turc et recherchent des alliances, avec les Ienisseï kirghize et les Tang par exemple, pour contrer les projets de leurs puissants voisins.

## Situation avant le conflit
Sugoe, le Khagan des Türgesh donne à son frère Zhenu (遮努) un ülüş (fief). Pour Zhenu, le don de son frère est insuffisant et il décide de le trahir en s'enfuyant pour rejoindre le Second Khaganat. Mais, a cette époque, Qapaghan Qaghan est occupé à l'est, a combattre les Khitans. Suoge voit là une opportunité de frapper son rival et lève une armée qui, selon les inscriptions de Tonyukuk, est forte d'environ 100 000 personnes.
Ce chiffre est probablement exagéré, mais il est certain que l'armée de Sugoe est plus nombreuse que les 20 000 hommes de Qapaghan. De plus, cette attaque survient alors que la khatun (reine) vient de mourir et que le khagan est occupé à organiser les obsèques de sa femme. Pour combattre à sa place, il nomme son chancelier Tonyukuk commandant. Le fils de Qapaghan, Inel, ainsi que ses neveux Bilge et Kul Tigin, accompagnent Tonyukuk au combat. Selon l'historien Lev Goumilev, Qapaghan n'était pas sûr d'obtenir la victoire et Tonyukuk reçoit l'ordre de mener une guerre d'usure.

## La bataille
Les unités d’avant-garde de l’armée de Tonyukuk commencent par remporter une victoire mineure contre les unités d’avant-garde des Türgesh. Mais cette victoire démoralise les commandants de l'armée de Tonyukuk, qui comprennent que l'armée ennemie est plus nombreuse que la leur. Tonyukuk est cependant déterminé à combattre et attaque les troupes de Sugoe.
L'affrontement final a eu lieu en Dzoungarie, près de la rivière Bolchu . Après deux jours de combat, Tonyukuk réussit à vaincre les Türgesh et à capturer le khagan Suoge et son frère Zhenu, qui sont exécutés. Les autres dirigeants Onoq jurent obéissance aux vainqueurs et tout le Turkestan occidental est tombé sous la coupe du  Second Khaganat Turc.
Selon les inscriptions de Tonyukuk, les Turcs prennent également le contrôle de Temir Kapig en Transoxiane.

## Conséquences
Même si Qapaghan réussit à prendre le contrôle de tous les territoires du premier Khaganat turc, la domination turque en Transoxiane est de courte durée. Très vite, les Turcs sont chassés par les Arabes, qui lancent leur propre conquête de la Transoxiane par le sud. Même si le prince turc Kül Tigin réussit à sauver l'armée turque de la destruction, l'emprise du Khaganat sur la région diminue et les Türgesh, qui sont alors dirigés par Suluk, retrouvent une grande partie de leur puissance perdue.  Une fois les Turcs chassés de la région, ce sont les Türgeshs de Suluk qui combattent les envahisseurs arabes.